# Jehuda Dranicki
Jehuda Dranicki nebo Jehuda Dranickij (hebrejsky: יהודה דרניצקי, žil 26. dubna 1910 – 14. června 2002) byl izraelský politik a poslanec Knesetu za strany Ma'arach, Mapam a opět Ma'arach.

## Biografie
Narodil se ve městě Oděsa v tehdejší Ruské říši (dnes Ukrajina). V roce 1925 přesídlil do dnešního Izraele. Absolvoval střední školu a jeden rok studoval na London School of Economics.

## Politická dráha
V mládí se angažoval v ilegálním sionistickém hnutí ha-Šomer ha-Ca'ir v Sovětském svazu. Po přesídlení do dnešního Izraele se zapojil do aktivit hnutí Po'alej Cijon. Byl jedním ze zakladatelů levicových skupin Marxistická studijní skupina a ha-Liga ha-soci'alistit (Socialistická liga), roku 1942 zasedal v zaměstnanecké radě v Tel Avivu. V roce 1949 se stal členem výkonného výboru odborové centrály Histadrut, od roku 1955 jako člen jejího organizačního výboru a od roku 1966 jako předseda jejího oddělení průmyslové demokracie. Přednášel také ve školícím středisku Histadrutu. Publikoval v listech Al ha-Mišmar a Davar.
V izraelském parlamentu zasedl po volbách v roce 1973, do nichž šel za Ma'arach. Dočasně ale přešel do samostatného poslaneckého klubu strany Mapam, aby se pak opět vrátil do Ma'arach. Pracoval v parlamentním výboru pro ekonomické záležitosti a výboru práce. Byl místopředsedou Knesetu. Ve volbách v roce 1977 nebyl zvolen.